# Ophiacantha omoplata
Ophiacantha omoplata är en ormstjärneart som beskrevs av Hubert Lyman Clark 1911. Ophiacantha omoplata ingår i släktet Ophiacantha och familjen knotterormstjärnor. Inga underarter finns listade i Catalogue of Life.